# Ватерлоо (селище, Нью-Йорк)
Ватерлоо (англ. Waterloo) — селище (англ. village) в США, в окрузі Сенека штату Нью-Йорк. Населення — 4810 осіб (2020).

## Географія
Ватерлоо розташоване за координатами 42°54′17″ пн. ш. 76°51′32″ зх. д. / 42.90472° пн. ш. 76.85889° зх. д. (42.904586, -76.859023).  За даними Бюро перепису населення США в 2010 році селище мало площу 5,71 км², з яких 5,59 км² — суходіл та 0,12 км² — водойми.

## Демографія
Згідно з переписом 2010 року, у селищі мешкала 5171 особа в 2039 домогосподарствах у складі 1323 родин. Густота населення становила 906 осіб/км².  Було 2164 помешкання (379/км²).
Расовий склад населення:
| - 96,6 % — білих - 1,1 % — чорних або афроамериканців - 0,4 % — азіатів |

До двох чи більше рас належало 1,6 %. Частка іспаномовних становила 2,2 % від усіх жителів.
За віковим діапазоном населення розподілялося таким чином: 22,3 % — особи молодші 18 років, 57,4 % — особи у віці 18—64 років, 20,3 % — особи у віці 65 років та старші. Медіана віку мешканця становила 42,3 року. На 100 осіб жіночої статі у селищі припадало 86,5 чоловіків;  на 100 жінок у віці від 18 років та старших — 84,2 чоловіків також старших 18 років.
Середній дохід на одне домашнє господарство  становив 60 748 доларів США (медіана — 45 919), а середній дохід на одну сім'ю — 75 834 долари (медіана — 67 232). Медіана доходів становила 48 512 долари для чоловіків та 29 880 доларів для жінок. За межею бідності перебувало 15,9 % осіб, у тому числі 26,8 % дітей у віці до 18 років та 7,3 % осіб у віці 65 років та старших.
Цивільне працевлаштоване населення становило 2426 осіб. Основні галузі зайнятості: освіта, охорона здоров'я та соціальна допомога — 31,3 %, виробництво — 18,9 %, роздрібна торгівля — 11,8 %, публічна адміністрація — 6,8 %.